# Federico Ayos
Federico Ayos (n. Buenos Aires, Argentina, 22 de mayo de 1992) es un actor de televisión, cine y teatro argentino y que actualmente radica en México. Es hijo de la también actriz argentina Mónica Ayos e hijastro del actor Diego Olivera.

## Trayectoria

### Televisión
| Año       | Proyecto                | Personaje                                                        |
| --------- | ----------------------- | ---------------------------------------------------------------- |
| 2013-2014 | La rosa de Guadalupe    | Vidal (Tan linda como el Sol II) Y Elias (Recobrar nuestra vida) |
| 2014      | Mi corazón es tuyo      | Alumno                                                           |
| 2014-2015 | Como dice el dicho      | Varios roles                                                     |
| 2016      | Corazón que miente      | Santiago Ferrer Castellanos                                      |
| 2016      | El manual               | Tony                                                             |
| 2016-2017 | La candidata            | Emiliano San Román Bárcenas                                      |
| 2017      | Mi marido tiene familia | Bruno Aguilar Rivera                                             |
| 2019      | Por amar sin ley        | Julio Cervantes Campos                                           |
| 2019-2020 | Médicos, línea de vida  | Rafael Calderón                                                  |
| 2019-2020 | El dragón               | Manuel ”El Flaco” Tormo                                          |
| 2021      | Te acuerdas de mí       | Gastón Cáceres Castillo                                          |
| 2022      | Amor dividido           | Gabriel Núñez                                                    |
| 2023      | Pienso en ti            | Omar Miranda                                                     |
| 2024      | Mi amor sin tiempo      | Pablo                                                            |